# 蓑輪三九馬
蓑輪 三九馬（みのわ さくま、1906年6月5日 - 1999年2月21日）は日本の政治家。伊集院町長（5期）、伊集院町議会議員。

## 経歴
海軍兵学校卒業。海軍中佐、岩国航空隊指揮官、伊集院町議会議員、伊集院長助役などを歴任する。

### 1972年伊集院町長選挙
1972年10月8日、伊集院町長選挙で新人を破って初当選を果たした。
※当日有権者数：10,934人 最終投票率：82.14%（前回比：-pts）
| 候補者名   | 年齢 | 所属党派 | 新旧別 | 得票数  | 得票率 | 推薦・支持 |
| ---------- | ---- | -------- | ------ | ------- | ------ | ---------- |
| 蓑輪三九馬 | 66   | 無所属   | 新     | 5,463票 | 61.9%  | -          |
| 種子島秀夫 | 63   | 無所属   | 新     | 3,362票 | 38.1%  | -          |

同年10月22日、町長に就任した。1976年9月25日、無投票で再選を果たした。1980年9月28日、無投票で3選を果たした。

### 1984年伊集院町長選挙
前回、前々回と違って選挙戦となったが、1984年9月30日に新人を破って4選を果たした。
※当日有権者数：13,615人 最終投票率：59.95%（前回比：-pts）
| 候補者名   | 年齢 | 所属党派   | 新旧別 | 得票数  | 得票率 | 推薦・支持 |
| ---------- | ---- | ---------- | ------ | ------- | ------ | ---------- |
| 蓑輪三九馬 | 78   | 無所属     | 現     | 5,920票 | 74.4%  | -          |
| 桂田成基   | 36   | 日本共産党 | 新     | 2,038票 | 25.6%  | -          |

### 1988年伊集院町長選挙
1988年9月25日、新人を破って5選を果たした。
※当日有権者数：14,465人 最終投票率：75.48%（前回比：+15.53pts）
| 候補者名   | 年齢 | 所属党派 | 新旧別 | 得票数  | 得票率 | 推薦・支持 |
| ---------- | ---- | -------- | ------ | ------- | ------ | ---------- |
| 蓑輪三九馬 | 82   | 無所属   | 現     | 6,350票 | 60.6%  | -          |
| 吉村啓     | 50   | 無所属   | 新     | 4,125票 | 39.4%  | -          |

1991年12月19日、翌年10月の任期満了を持って退任する意向を表明した。この頃には、全国最年長首長になっていた。1992年10月21日、町長を退任した。1999年2月21日、心筋梗塞のため鹿児島市内の病院で死去した。

## 政策
- 妙円寺団地の造成に取り組んだ[10]
- 日置地区に清掃工場を建設した[10]